# Žutak
Žutak (; lat. Sibbaldia), biljni rod puzećih trajnica iz porodice ružovki raširen po Europi, Aziji i Sjevernoj Americi
Pripada mu 16 vrsta, od toga u Hrvatskoj jedna, puzavi žutak ili Sibbaldia procumbens. Rod je opisan u Species Plantarum 1: 284. 1753.

## Vrste
1. Sibbaldia aphanopetala Hand.-Mazz.
2. Sibbaldia compacta (Sm. & Cave) Dikshit & Panigrahi
3. Sibbaldia cuneata Edgew.
4. Sibbaldia cuneifolia (Bertol.) Paule & Soják
5. Sibbaldia macropetala Murav.
6. Sibbaldia miyabei (Makino) Paule & Soják
7. Sibbaldia olgae Juz. & Ovcz.
8. Sibbaldia parviflora Willd
9. Sibbaldia pentaphylla J.Krause
10. Sibbaldia perpusilla (Hook.f.) Chatterjee
11. Sibbaldia procumbens L.
12. Sibbaldia purpurea Royle
13. Sibbaldia sikkimensis (Prain) Chatterjee
14. Sibbaldia tridentata (Aiton) Paule & Soják
15. Sibbaldia trullifolia (Hook.f.) Chatterjee
16. Sibbaldia unguiculata Rajput & Syeda